# Паллаєв Гаїбназар
Гаїбназар Паллайович Паллаєв (20 травня 1929, місто Ош, тепер Киргизстан — 8 вересня 2000, місто Душанбе, Таджикистан) — радянський таджицький державний діяч, голова Президії Верховної Ради Таджицької РСР, 1-й секретар Курган-Тюбинського обласного комітету КП Таджикистану. Член Центральної Ревізійної Комісії КПРС у 1986—1990 роках. Депутат Верховної Ради Таджицької РСР. Депутат Верховної Ради СРСР 10—11-го скликань, заступник голови Президії Верховної Ради СРСР у 1984—1989 роках. Народний депутат СРСР у 1989—1991 роках.

## Життєпис
Народився в родині робітника золотої копальні Туямуюн. У 1937 році родина Паллаєвих перехала до Шугнанського району Горно-Бадахшанської автономної області Таджицької РСР. Гаїбназар Паллаєв виховувався та вчився в дитячому будинку і школі-інтернаті.
У 1954 році закінчив Таджицький сільськогосподарський інститут.
У 1954—1958 роках — агроном колгоспу імені Кагановича Джилікульского району, головний агроном, директор Чубецької машинно-тракторної станції (МТС) Московського району Кулябської області Таджицької РСР.
Член КПРС з 1957 року.
У 1958—1959 роках — начальник інспекції із сільського господарства — заступник голови виконавчого комітету Московської районної ради депутатів трудящих Таджицької РСР.
У 1959—1960 роках — секретар Московського районного комітету КП Таджикистану.
У 1960—1961 роках — заступник міністра сільського господарства Таджицької РСР.
У 1961—1963 роках — 1-й секретар Аштського районного комітету КП Таджикистану.
У 1963—1964 роках — секретар партійного комітету Аштського виробничого колгоспно-радгоспного управління Таджицької РСР.
У 1964—1965 роках — секретар партійного комітету Ленінського виробничого колгоспно-радгоспного управління Таджицької РСР.
У 1965—1973 роках — 1-й секретар Ленінського районного комітету КП Таджикистану.
У 1973—1977 роках — голова республіканського об'єднання «Таджиксільгосптехніка».
У квітні 1977 — 18 лютого 1984 року — 1-й секретар Курган-Тюбинського обласного комітету КП Таджикистану.
17 лютого 1984 — 12 квітня 1990 року — голова Президії Верховної Ради Таджицької РСР.
З квітня 1990 року — персональний пенсіонер в місті Душанбе.
Обирався головою Комітету дружби і співпраці країн Азії та Африки в Таджикистані
Помер 8 вересня 2000 року.

## Родина
Дружина (з 1956 року) — Нора Маміківна Мартиросян. Старший син Бадал, дочка Тамара, молодший син Мелік.

## Нагороди
- орден Леніна
- чотири ордени Трудового Червоного Прапора
- орден «Знак Пошани»
- медалі
- дві Почесні грамоти Президії Верховної Ради Таджицької РСР